# Vytautas Grubliauskas
Vytautas Grubliauskas (ur. 1 grudnia 1956 w Kłajpedzie) – litewski muzyk estradowy, samorządowiec i polityk, poseł na Sejm Republiki Litewskiej, w latach 2011–2023 burmistrz Kłajpedy.

## Życiorys
W młodości śpiewał w chórze chłopięcym Gintarėlis. W 1980 ukończył kłajpedzką filię Konserwatorium Litewskiego. Pracował w zespole litewskiej filharmonii państwowej Nerija jako solista instrumentalista. Od 1984 zatrudniony jako solista w katedrze muzyki estradowej Konserwatorium Litewskiego w Kłajpedzie, trzy lata później rozpoczął wykłady w tej katedrze, a w 1993 stanął na jej czele.
W latach 1984–2003 prowadził orkiestrę Bangpūtys. Zajmował się organizacją kłajpedzkiego festiwalu „Doudi Jazz Band”. W 1996 był pomysłodawcą założenia klubu jazzowego w Kłajpedzie, którego został prezesem.
Po odzyskaniu przez Litwę niepodległości zaangażował się w działalność polityczną. Od 2000 pozostawał członkiem Litewskiego Związku Liberałów, a później Związku Liberałów i Centrum. W 2006 przystąpił do powstałego na skutek rozłamu w LiCS Ruchu Liberalnego Republiki Litewskiej.
W 2001 zasiadł w radzie wydziału sztuki Uniwersytetu Kłajpedzkiego oraz w rady sztuki przy radzie miejskiej Kłajpedy. Został członkiem kłajpedzkiego oddziału Rotary Club.
W wyborach samorządowych w 2000 został wybrany do rady miejskiej Kłajpedy. Był przewodniczącym komisji oświaty, kultury i sportu. Mandat uzyskiwał następnie w 2002 (stanął wówczas na czele komisji spraw społecznych) oraz w 2007. W 2004 wszedł w skład Sejmu Republiki Litewskiej, będąc wybranym w dzielnicy duńskiej Kłajpedy. Cztery lata później ponownie wybrano go w tym samym okręgu, pokonał w II turze Nerijusa Čapasa ze Związku Ojczyzny.
W 2011 objął funkcję burmistrza Kłajpedy. Złożył w związku z tym mandat poselski. W 2015 z powodzeniem ubiegał się o samorządową reelekcję w wyborach bezpośrednich. W 2018 zrezygnował z członkostwa w Ruchu Liberalnym Republiki Litewskiej. W 2019 utrzymał stanowisko mera na kolejną kadencję. W 2022 dołączył do Litewskiej Partii Socjaldemokratycznej. W 2023 ponownie kandydował w wyborach samorządowych, przegrywając w pierwszej turze; uzyskał wówczas mandat radnego miejskiego. W 2024 z ramienia LSDP został kolejny raz wybrany do Sejmu.